# Fronteras de Armenia
Armenia comparte fronteras terrestres con sus cuatro países vecinos, Georgia al norte, Azerbaiyán al este y suroeste, Irán al sur y Turquía al oeste, por un total de 1254 km. Armenia no tiene salida al mar entre estos países y, por lo tanto, no tiene fronteras marítimas.
La frontera con Azerbaiyán tiene varias características geopolíticas:
- Najicheván es una república autónoma de Azerbaiyán, sin continuidad territorial con el resto del país, separada por Armenia; un tercio de la frontera total entre los dos países se encuentra a lo largo del Najicheván;
- Armenia tiene cuatro pequeños enclaves azeríes, Barjudarli, Karki, Asagi Askipara y Yujari Askipara, ocupados desde la primera guerra del Alto Karabaj por Armenia; también hay un enclave armenio en Azerbaiyán, Artsvashen, ocupado desde esa guerra por Azerbaiyán.[2]

### Tabla resumen
La siguiente tabla resume todas las fronteras de Armenia:
| País       | Tierra (km) | Mar (km) | Total (km) | Notas |
| ---------- | ----------- | -------- | ---------- | --- |
| Azerbaiyán | 787         | -        | 787        | Incluidos 221 km con Najicheván; incluye 4 enclaves azeríes en Armenia y 1 enclave armenio en Azerbaiyán |
| Georgia    | 164         | -        | 164        | |
| Irán       | 35          | -        | 35         | |
| Turquía    | 268         | -        | 268        | |
| Total      | 1254        | -        | 1254       | |